# Сидорук, Василий Филиппович
Василий Филиппович Сидорук (24 марта (5 апреля) 1873 — после 1917) — член IV Государственной думы от Гродненской губернии, крестьянин.

## Биография
Православный, крестьянин деревни Остромечи Подолесской волости Кобринского уезда.
Окончил Подолесское народное училище. Занимался земледелием (11 десятин надельной и 4 десятины собственной земли). В 1908 году выкупил хутор в 13 десятин из имения Плянта, находившегося во владении Крестьянского поземельного банка. Занимал должности смотрителя общественного хлебозапасного магазина (1899—1902), волостного судьи (1902—1904), волостного старшины (1904—1910) и, наконец, с 1910 года — председателя Подолесского волостного суда. В 1911 году был удостоен нагрудной серебряной медали с надписью «за усердие».
В 1912 году был избран в члены IV Государственной думы от Гродненской губернии съездом уполномоченных от волостей. Входил во фракцию русских националистов и умеренно-правых, после её раскола в августе 1915 года — в группу сторонников П. Н. Балашова. Состоял членом комиссий: продовольственной, о торговле и промышленности, по судебным реформам, а также по вероисповедным вопросам.
В годы Первой мировой войны состоял уполномоченным 30-го санитарно-питательного отряда Всероссийского национального союза (с февраля 1915 года). В марте 1917 года находился в Петрограде. Дальнейшая судьба неизвестна. Был женат, имел троих детей.